# Rotundabaloghia polygonalis
Rotundabaloghia polygonalis es una especie de arácnido del orden Mesostigmata de la familia Uropodidae.

## Distribución geográfica
Se encuentra en Papúa Nueva Guinea.